# Spangbergiella quadripunctata
Spangbergiella quadripunctata är en insektsart som beskrevs av Lawson 1932. Spangbergiella quadripunctata ingår i släktet Spangbergiella och familjen dvärgstritar. Inga underarter finns listade i Catalogue of Life.